# Quattro Fontane

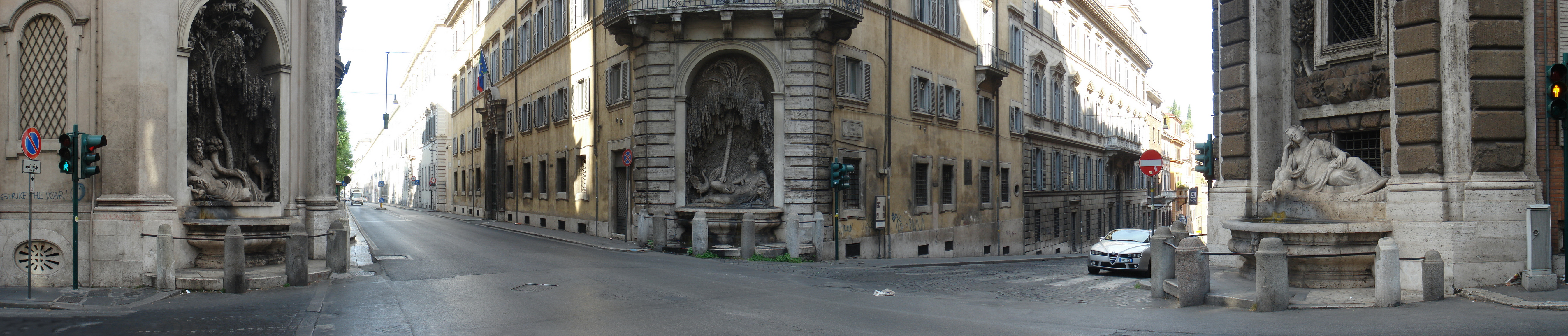
Quattro Fontane: izquierda: Tiber, centro: Juno, derecha: Diana

Las Quattro Fontane (Las cuatro fuentes) es un grupo de cuatro fuentes de estilo tardo renacentista de la ciudad de Roma.

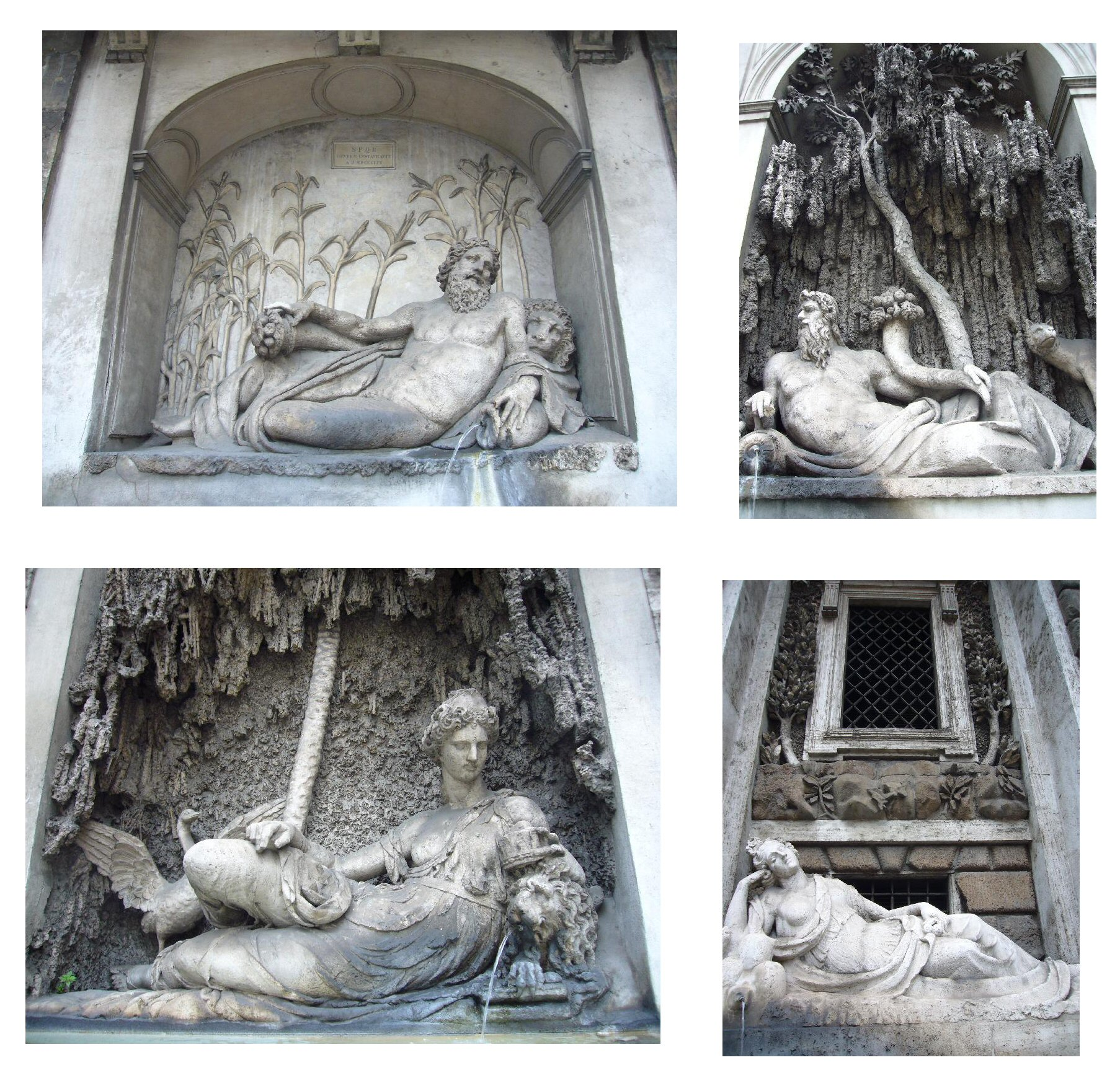
Las cuatro fuentes (de izquierda a derecha y de arriba hacia abajo): Río Arno, río Tíber, Juno y Diana.

El grupo de las cuatro fuentes está situado en la intersección de Via delle Quattro Fontane y Via del Quirinale. El proyecto fue un encargo del papa Sixto V, dentro del proyecto de expansión urbanística de la ciudad, llevado a cabo por este papa y su construcción se realizó, con la financiación de Muzio Mattei, entre 1588 y 1593. 
Las fuentes se albergan en los huecos rectangulares, de diferentes tamaños, formados en las esquinas achaflanadas de los cuatro edificios que forman la intersección. Dos de las esculturas representan figuras masculinas con barba, alegorías de los ríos Tíber y Arno y las otras dos representan a las diosas Diana y Juno. Los dos primeros simbolizan a las ciudades de Roma y Florencia, mientras que las de Diana y Juno, simbolizan respectivamente la lealtad y la fortaleza. El diseño de las fuentes del Tíber, Arno y Juno es quizás de Domenico Fontana, aunque existen muchas dudas sobre su atribución. La figura de Diana se atribuye a Pietro da Cortona.
Cercana a las cuatro fuentes y de las que toma su nombre, se encuentra la Iglesia de San Carlo alle Quattro Fontane, construida entre 1638 y 1641, de estilo barroco y proyectada por Francesco Borromini.